# Poder Moderador
Poder Moderador é um poder de Estado. Ele se sobrepõe aos poderes, necessariamente (legislativo, judiciário e executivo), cabendo ao seu detentor equilibrar os demais. Foi idealizado pelo francês Benjamin Constant, que pregava a existência de cinco poderes: o poder real, poder executivo, poder representativo da continuidade, poder representativo da opinião e poder judiciário. Da forma como foi concebido, situa-se hierarquicamente acima dos demais poderes do Estado.
Em sistemas de governo parlamentares ou semipresidenciais, um poder moderador, também conhecido como poder discricionário, é um poder que pode ser exercido pelo chefe de Estado (ou seu representante) sem a aprovação de outro ramo ou parte do governo. Diferentemente de um sistema presidencialista, o chefe de Estado em um sistema parlamentar geralmente está limitado pelo gabinete ou pelo poder legislativo, e a maioria dos poderes moderadores só pode ser usada em determinadas circunstâncias.

## Monarquias constitucionais
Em monarquias constitucionais com uma constituição não codificada ou parcialmente não escrita (como o Reino Unido ou o Canadá), ou uma constituição escrita que é complementada por convenções, tradições e outros documentos, o monarca geralmente possui poderes moderadores.
Esses poderes normalmente incluem: conceder perdão; demitir um primeiro-ministro; recusar a dissolução do parlamento; e recusar ou adiar a sanção real de uma lei (retê-la equivale a um veto, enquanto reservá-la significa não decidir nem aprovar nem recusar, mas adiar a decisão). Existem convenções constitucionais rigorosas sobre quando esses poderes podem ser usados, e tais convenções são mantidas pela pressão pública. O uso desses poderes em contrariedade à tradição pode gerar uma crise constitucional.
A maioria das monarquias constitucionais adota o princípio do governo responsável. Nesse contexto, os poderes moderadores são considerados mecanismos pelos quais o monarca e seus representantes podem atuar como "guardiões constitucionais" ou "árbitros", garantindo que o gabinete e o parlamento sigam os princípios fundamentais do Estado de Direito e do governo responsável.
Alguns estudiosos constitucionais, como George Winterton, defendem que os poderes moderadores são úteis por permitirem ao chefe de Estado lidar com crises imprevistas,Winterton 1993, p. 252 e que o uso de convenções para limitar esses poderes permite uma evolução constitucional mais gradual do que emendas formais. Outros, como H. V. Evatt, argumentam que os poderes moderadores são vestigiais e suscetíveis a abusos. Evatt defendia que tais poderes poderiam ser codificados sem perder sua função dentro de um governo responsável, como ocorre na Irlanda, Japão e Suécia.

### Bélgica
A constituição da Bélgica estabelece que nenhum ato do monarca é válido sem a assinatura de um membro do governo, o que exclui qualquer poder moderador da Coroa. Há precedência constitucional que estabelece que o monarca deve conceder assentimento a qualquer decisão parlamentar assim que o governo o solicitar formalmente, assumindo toda a responsabilidade política.
Em 1990, o rei Baudouin da Bélgica recusou-se a sancionar uma lei que liberalizava o aborto, sendo declarado temporariamente incapaz de reinar para que o governo aprovasse a lei.

### Reinos da Commonwealth
Até a década de 1920, os governadores-gerais exerciam poderes moderadores sob orientação do governo britânico. Após a Declaração de Balfour de 1926, os domínios se tornaram autônomos, e os governadores passaram a ser aconselhados exclusivamente pelos governos locais.

#### Austrália
Poderes moderadores foram usados em 1932 e 1975 para destituir governos estaduais e federais. Em ambos os casos, eleições subsequentes resultaram em derrotas significativas dos governos destituídos. Em 1987, em Queensland, o governador Walter Campbell recusou seguir o conselho do premiê Joh Bjelke-Petersen, considerando que este não tinha mais apoio de seu gabinete.

#### Canadá
Os poderes moderadores fazem parte da prerrogativa real e pertencem ao monarca, sendo exercidos pelo governador-geral. Casos históricos incluem a crise de 1896 com Charles Tupper e o caso King–Byng de 1925. Em 2017, a vice-governadora da Colúmbia Britânica recusou a dissolução da legislatura solicitada pela premiê Christy Clark, permitindo a formação de novo governo por John Horgan.

#### Nova Zelândia
O governador-geral tem poderes moderadores, incluindo nomear o primeiro-ministro, aceitar renúncias, dissolver o parlamento, e vetar leis. Embora raramente usados, esses poderes continuam teórica e legalmente em vigor. Casos notáveis incluem crises em 1890 e 1984. Atualmente, o uso desses poderes é fortemente limitado por convenções e práticas políticas.

#### São Cristóvão e Nevis
Uma crise constitucional ocorreu em São Cristóvão e Nevis em 1981, quando o governador, Sir Probyn Inniss, utilizou seus poderes moderadores para recusar a sanção de um projeto de lei aprovado pelo governo de Sir Kennedy Simmonds, o Primeiro-Ministro de São Cristóvão e Nevis. Inniss acreditava que o projeto era inconstitucional e que logo seria anulado pelo Tribunal Supremo dos Estados Associados das Índias Ocidentais. A situação foi resolvida quando a Rainha Isabel II, a pedido de Simmonds, encerrou o mandato de Inniss como governador.

#### Tuvalu
Ver também
A Constituição de Tuvalu dispõe, no artigo 52, que o Governador-Geral de Tuvalu exerce seus poderes "apenas de acordo com o conselho (a) do Gabinete; ou (b) do Primeiro-Ministro [...] exceto quando for exigido que atue (c) conforme o conselho de outra pessoa ou autoridade [...] ou (e) segundo seu próprio juízo deliberado (caso em que exercerá discrição independente)".
Em 2013, o Governador-Geral Sir Iakoba Italeli foi solicitado pela oposição a agir sem (e de fato contra) o conselho do Primeiro-Ministro. Em 28 de junho, o governo do Primeiro-Ministro Willy Telavi havia perdido uma eleição suplementar crucial, o que deu à oposição maioria de um voto no Parlamento. A oposição exigiu imediatamente a reconvocação do Parlamento para apresentar uma moção de desconfiança e formar novo governo."Oposição de Tuvalu aguarda resposta do Governador-Geral" Arquivado em 2014-01-08 no Wayback Machine, Islands Business, 1º de julho de 2013
Telavi respondeu que, pela Constituição, ele era obrigado a convocar o Parlamento apenas uma vez por ano (para votar o orçamento), e que não havia obrigação de convocá-lo até dezembro."Parlamento precisa se reunir apenas uma vez por ano, diz Primeiro-Ministro de Tuvalu", Radio New Zealand International, 2 de julho de 2013 A oposição recorreu ao Governador-Geral. Em 3 de julho, Italeli utilizou seus poderes moderadores para ordenar a convocação do Parlamento, contrariando o Primeiro-Ministro, para o dia 30 de julho."Parlamento de Tuvalu se reunirá em 30 de julho" Arquivado em 2013-09-21 no Wayback Machine, Islands Business, 3 de julho de 2013
Ao final, o Governador-Geral destituiu o Primeiro-Ministro do cargo.

#### Reino Unido
No Reino Unido, o monarca possui diversas "prerrogativas pessoais" teóricas. Na prática, há poucas circunstâncias no governo britânico moderno em que esses poderes poderiam ser legitimamente exercidos. Em outubro de 2003, o governo divulgou algumas prerrogativas, afirmando que não era possível fornecer uma lista completa:Dyer, Clare (21 de outubro de 2003). «Segredos revelados sobre os poderes da Rainha». The Guardian
- Recusar a dissolução do Parlamento quando solicitada pelo Primeiro-Ministro
- Nomear um Primeiro-Ministro de sua própria escolha (última vez em 1963, Alec Douglas-Home)
- Demitir um Primeiro-Ministro por autoridade própria (última vez em 1834, por Guilherme IV do Reino Unido)
- Convocar e prorrogar o Parlamento
- Comandar as Forças Armadas
- Nomear e demitir ministros
- Comissionar oficiais das Forças Armadas
- Nomear Conselheiros do Rei (King's Counsel)
- Emitir e revogar passaportes
- Criar corporações via carta real
- Nomear bispos e arcebispos da Igreja da Inglaterra
- Conceder honrarias
- Conceder o privilégio de misericórdia
- Adiar a sanção real em situações revolucionárias (veto de fato a projetos de lei)
- Recusar a sanção real por conselho ministerial (última vez por Ana da Grã-Bretanha, 1708)
- Declarar guerra e paz
- Desencadear forças armadas no exterior
- Ratificar e assinar tratados
- Recusar o "Consentimento do Rei" a projetos que afetam a Coroa diretamente (como rendas hereditárias e bens vacantes)

Esses poderes podem ser exercidos em emergências, como crises constitucionais ou guerras. Também são relevantes em caso de parlamento suspenso. Em 1974, com o parlamento suspenso, a Rainha convidou Harold Wilson a formar governo, mesmo sem maioria absoluta. Ele pediu que, se derrotado no Parlamento, fosse concedida dissolução, o que foi aceito.Carta de 10 de fevereiro de 1999 de Joe Haines (secretário de imprensa de Harold Wilson) a Alan Clark; reproduzida em Alan Clark, The Tories: Conservatives and the Nation State 1922–1997 (Phoenix Paperback 1999), p. 580 ISBN 978-0-7538-0765-1

### Japão
Diferentemente de outros monarcas constitucionais, o Imperador do Japão não possui poderes moderadores. Após a derrota do país na Segunda Guerra Mundial, a Constituição de 1947 estabeleceu que a soberania pertence ao povo, cabendo ao Imperador apenas o papel simbólico de chefe de Estado e unidade nacional.

### Malásia
O Yang di-Pertuan Agong (chefe de Estado eleito da Malásia) não possui poderes moderadores. O artigo 40 da Constituição malaia estabelece que ele deve agir conforme o conselho do governo, com três exceções: recusar dissolução do Parlamento, convocar a Conferência dos Governantes, e nomear o Primeiro-Ministro — cargo que ele não pode demitir.

### Espanha
A Constituição Espanhola de 1978 não concede explicitamente poderes de emergência ao governo, mas estabelece no Artigo 56 que o monarca "arbitra e modera o funcionamento regular das instituições", e confere ao monarca a responsabilidade de zelar pelo cumprimento das formas constitucionais. É através dessa linguagem constitucional que se concedem ao monarca poderes mais amplos, conhecidos como "poderes moderadores". Foi por meio dessa cláusula e de sua posição como comandante-chefe das Forças Armadas da Espanha que o Rei Juan Carlos I conseguiu impedir o golpe militar de 23-F, em 1981.

Título II, Artigo 56

O Rei é o Chefe de Estado, símbolo de sua unidade e permanência. Ele arbitra e modera o funcionamento regular das instituições, assume a mais alta representação do Estado espanhol nas relações internacionais, especialmente com as nações de sua comunidade histórica, e exerce as funções que lhe são expressamente atribuídas pela Constituição e pelas leis.

O Título II da Constituição, "A Coroa", no Artigo 62, detalha os poderes do monarca, enquanto o Título IV, "Governo e Administração", no Artigo 99, define seu papel no governo. O Título VI, "Poder Judiciário", Artigo 117 e os Artigos 122 a 124, delineiam o papel do monarca no judiciário independente do país. No entanto, por convenção constitucional estabelecida por Juan Carlos I, o monarca exerce suas prerrogativas após solicitar o parecer do governo, mantendo-se apartidário e independente. Receber conselho do governo não obriga necessariamente o monarca a seguir esse conselho, salvo quando expressamente previsto pela Constituição.

Compete ao Rei:
- a. Sancionar e promulgar as leis
- b. Convocar e dissolver as Cortes Gerais e convocar eleições nos termos previstos na Constituição.
- c. Convocar referendos nos casos previstos na Constituição.
- e. Nomear e demitir os membros do Governo por proposta do Presidente do Governo da Espanha.
- f. Expedir os decretos aprovados no Conselho de Ministros, conceder distinções civis e militares conforme a lei.
- g. Ser informado dos assuntos de Estado e, para esse fim, presidir as reuniões do Conselho de Ministros quando considerar oportuno, a pedido do Presidente do Governo.
- h. Exercer o comando supremo das Forças Armadas da Espanha.
- i. Exercer o direito de graça de acordo com a lei, que não poderá autorizar indultos gerais.
- j. Exercer o Alto Patrocínio das Reais Academias.

Uma vez convocadas eleições gerais pelo monarca, os partidos políticos indicam seus candidatos à presidência do governo.
Após as eleições para as Cortes Gerais e outras circunstâncias previstas na Constituição, o monarca se reúne com os líderes dos partidos políticos representados no Congresso dos Deputados e consulta o Presidente do Congresso dos Deputados (Espanha), que representa as Cortes Gerais nesse contexto, antes de nomear seu candidato à presidência do governo, conforme o Artigo 99 do Título IV.

Título IV Governo e Administração
Seção 99(1) e (2)
- (1) Após cada renovação do Congresso e nos demais casos previstos na Constituição, o Rei deverá, após consulta aos representantes designados pelos grupos políticos com representação parlamentar, e por meio do Presidente do Congresso, nomear um candidato à Presidência do Governo.
- (2) O candidato nomeado de acordo com o parágrafo anterior deverá apresentar ao Congresso o programa político do Governo que pretende formar e solicitar a confiança da Casa.

A Constituição Espanhola de 1978 afirma explicitamente que o monarca não está sujeito a responsabilidade, mas para que seus atos sejam válidos, devem ser referendados pelo Governo, sem o qual não terão validade. A única exceção é que o monarca pode nomear e destituir livremente os membros de seus conselheiros civis e militares (Casa Real).
O Título IV investe o monarca com os poderes de sanção (sanção real) e promulgação das leis, enquanto o Título III, Capítulo 2, trata da elaboração dos projetos de lei. Segundo o Artigo 91, no prazo de quinze dias após a aprovação de um projeto de lei pelas Cortes Gerais, o monarca deve sancionar e promulgar a nova lei. O Artigo 92 confere ao monarca o direito de convocar referendos, com o conselho do presidente e a autorização prévia do Congresso.
Não há disposição na Constituição que conceda ao monarca o poder direto de vetar legislação; no entanto, também não há disposição que proíba a negação da sanção real – o que, na prática, equivale a um veto. Quando questionado pela imprensa se sancionaria a lei que legalizava o casamento entre pessoas do mesmo sexo, o Rei Juan Carlos I de Espanha respondeu: "Sou o Rei da Espanha, e não da Bélgica" — uma referência ao Rei Baudouin I da Bélgica, que se recusou a sancionar a lei que legalizava o aborto em seu país. O Rei sancionou a Lei 13/2005 em 1º de julho de 2005; a lei foi publicada no Boletín Oficial del Estado em 2 de julho e entrou em vigor em 3 de julho de 2005.

### Suécia
Assim como o Imperador do Japão, o Rei da Suécia não possui nenhuma responsabilidade constitucional pela governança do Reino, mantendo funções estritamente cerimoniais e representativas. Sob o Instrumento de Governo de 1974, a autoridade executiva suprema é o Governo (composto pelo Primeiro-Ministro e outros ministros do gabinete), que é responsável perante o Riksdag. No entanto, o Rei não é subordinado ao Governo e, portanto, poderia desempenhar um papel independente como autoridade moral, mas a convenção predominante, expressa nos trabalhos preparatórios do Instrumento de Governo de 1974, é que o Rei deve se afastar de qualquer coisa que possa ser razoavelmente interpretada como política partidária ou crítica ao Governo em exercício.

## Repúblicas
Os poderes moderadores também podem estar escritos em uma constituição republicana que separa os cargos de Chefe de Estado e Chefe de Governo. Esse foi o caso na Alemanha sob a República de Weimar e ainda é o caso na Quinta República Francesa, na república Italiana e na República da Irlanda. Os poderes moderadores podem incluir, por exemplo, o direito de emitir legislação de emergência ou regulamentos que ignorem os processos normais. Na maioria dos estados, a capacidade do chefe de estado de exercer poderes moderadores está explicitamente definida e regulada pelo texto da constituição.

### Bangladesh
O Presidente de Bangladesh deve consultar o Primeiro-Ministro para todas as decisões, exceto para a nomeação do Primeiro-Ministro e do Chefe da Justiça. No entanto, o Presidente tem autoridade para dissolver o governo ou o parlamento, conceder perdão a criminosos, bloquear projetos de lei/orçamentos pelo legislativo ou declarar estado de emergência.
Durante o regime do governo de transição, o poder do Presidente se expandiu dramaticamente; efetivamente, ele não é mais um chefe de estado meramente cerimonial.

### França
O Artigo 16 da Constituição da França permite que o Presidente da República exerça poderes excepcionais em caso de emergência nacional. Durante esse período, o Presidente não pode usar sua prerrogativa para dissolver a Assembleia Nacional e convocar eleições antecipadas. Ele ainda deve consultar o Primeiro-Ministro, os líderes de ambas as casas do Parlamento e o Conselho Constitucional.
A inspiração para essa disposição na Constituição foi o caos institucional e a falta de autoridade do governo que contribuíram para o desastre francês na Batalha da França em 1940. Em uma escala maior, isso está em consonância com a tradição da República Romana (que sempre foi uma inspiração para as sucessivas Repúblicas Francesas), de conceder seis meses de poder ditatorial a um cidadão em caso de perigo iminente de invasão.
A regra do Artigo 16 foi exercida apenas uma vez, em 1961, durante uma crise relacionada à Guerra da Argélia na qual Charles de Gaulle precisou desses poderes emergenciais para frustrar um golpe militar para tomar o governo. Em 1962, o Conselho de Estado declarou-se incompetente para julgar medidas de natureza legislativa emitidas pelo Presidente sob o Artigo 16.
Em seu livro, Le Coup d'État permanent (O Golpe Permanente), François Mitterrand criticou o Artigo 16 por permitir que um político ambicioso tenha a oportunidade de se tornar ditador. No entanto, ele não tomou medidas para abolir seus poderes moderadores depois que se tornou presidente.

### Alemanha
A constituição alemã limita os poderes disponíveis ao Presidente para evitar uma situação em que o executivo pudesse governar efetivamente sem a aprovação legislativa, como ocorreu na República de Weimar. Em particular, o presidente não pode governar por decreto. No entanto, em caso de "emergência legislativa", o Presidente alemão pode aceitar legislação sem a aprovação do "Bundestag" (parlamento). O Artigo 81 da constituição alemã prevê a possibilidade de o Presidente, por esse meio, manter um governo capaz de agir mesmo em caso de perda da maioria construtiva no Bundestag.
Além disso, o Presidente alemão pode dissolver o Bundestag (parlamento) se o Chanceler perder uma moção de confiança e solicitar ao Presidente que o faça. O Presidente alemão exerceu esse direito quatro vezes desde a fundação da República Federal em 1949. O presidente Gustav Heinemann dissolveu o Bundestag a pedido do Chanceler Willy Brandt em 1972, e em 1982 o presidente Karl Carstens fez o mesmo a pedido do Chanceler Helmut Kohl. Brandt e Kohl foram reeleitos com maiorias maiores. Em 1º de julho de 2005, o presidente Horst Köhler dissolveu o Bundestag a pedido do Chanceler Gerhard Schröder. Schröder inesperadamente perdeu a eleição que se seguiu. Mais recentemente, em 27 de dezembro de 2024, o presidente Frank-Walter Steinmeier dissolveu o Bundestag após o colapso da coalizão semáforo, e o chanceler Olaf Scholz perdeu a moção de confiança conforme os planos para convocar uma eleição antecipada.
O Presidente tem o direito de recusar sua assinatura a leis aprovadas pelo parlamento (veto) em certas circunstâncias. Isso pode ocorrer devido a erros formais no processo legislativo ou violações da Lei Fundamental inerentes à nova lei. Esse poder moderador foi usado 8 vezes até maio de 2013.
O Presidente nomeia o primeiro candidato a Chanceler submetido a votação no Bundestag. O presidente também pode dissolver o Bundestag se nenhum candidato obtiver a maioria absoluta dos membros do parlamento após três votações.
O Presidente tem o direito de conceder perdão a criminosos por crimes federais com a contrassignatura de um membro do gabinete. A recusa de um perdão não necessita de contrassignatura.

### Irlanda
O Presidente da Irlanda não possui poderes executivos: os poderes executivos são exercidos pelo Governo, que é chefiado pelo Taoiseach (Primeiro-Ministro), que é escolhido e responsável perante o Dáil Éireann (Câmara dos Deputados).
Os poderes do Presidente são principalmente definidos pelo Artigo 13 da Constituição da Irlanda. Em sua maior parte, esses deveres cerimoniais só podem ser realizados sob a autoridade e com o conselho vinculante do Governo.
No entanto, o Presidente possui certos poderes moderadores, também conhecidos como "poderes discricionários" na Irlanda, que podem ser exercidos pelo Presidente a seu critério — sem, ou mesmo contra, o conselho do Governo.
Os dois poderes discricionários politicamente mais importantes são:
1. Recusar dissolver o Dáil com base no conselho de um Taoiseach que tenha perdido a confiança do Dáil.
2. Remeter legislação ao Supremo Tribunal.

O primeiro significa que um Taoiseach que tenha sido derrotado por uma moção de desconfiança não pode automaticamente esperar recorrer ao povo convocando uma eleição geral. A questão de saber se o Taoiseach perdeu a confiança do Dáil pode ser uma questão discricionária para o Presidente decidir — em princípio, o Presidente poderia recusar dissolver o Dáil com base no conselho de um Taoiseach que ainda não tenha sido derrotado em uma moção de desconfiança, mas que pareça provável de ser derrotado se tal moção fosse realizada. Esse poder ainda não foi usado, mas poderia ser crucial no caso de colapso de uma coalizão governista.
Por meio do segundo desses poderes, o Presidente pode recusar dar sua sanção a legislação aprovada pelo Parlamento quando considerar que é inconstitucional. O Presidente remete o assunto ao Supremo Tribunal, que toma a decisão final. Esse poder foi usado várias vezes por diversos Presidentes.
Além desses poderes, o Presidente possui vários outros poderes discricionários na Constituição, que são de menor importância política (em circunstâncias normais). O Presidente pode decidir convocar um referendo sobre legislação "de grande importância nacional". Esse poder, concedido pelo Artigo 27 da Constituição, ainda não foi usado. O Presidente não pode iniciar um referendo, mas deve aguardar uma aplicação pela maioria do Seanad (Senado) e um terço do Dáil. Geralmente, devido à forma como o Seanad é eleito, a coalizão do Governo controla a maioria dos assentos, e a disciplina partidária forte significa que os Senadores raramente vão contra seu próprio partido, portanto obter apoio do Seanad para um referendo é difícil. Se o Seanad fosse reformado, esse poder poderia se tornar muito mais significativo. Similarmente, o Presidente tem um papel latente na resolução de disputas entre o Dáil e o Seanad. O Presidente pode convocar um comitê especial para resolver questões de privilégio entre o Dáil e o Seanad no que diz respeito a Projetos de Lei Orçamentários e para acelerar a tramitação de projetos urgentes pelo Seanad. Novamente, devido ao método de eleição do Seanad, disputas dessa natureza tendem a não surgir na prática.
O exercício desses poderes é inteiramente discricionário do Presidente, pelo qual ele não é nem legal nem politicamente responsável. No entanto, antes de exercê-los, o Presidente está obrigado, na maioria dos casos, a consultar o Conselho de Estado, um órgão consultivo composto por uma mistura de membros ex officio e indicados.

### Itália
Os poderes do Presidente da República Italiana são definidos pelos artigos 87 a 90 da Constituição da Itália. O Presidente da República:
- pode enviar mensagens oficiais às câmaras do Parlamento;
- nomeia o Presidente do Conselho de Ministros;
- pode nomear até cinco senadores vitalícios;
- nomeia um terço dos juízes do Tribunal Constitucional;
- pode conceder indultos e comutações de penas;
- pode convocar novas eleições para ambas ou apenas uma das câmaras, exceto durante os últimos seis meses do seu mandato.

O Presidente da República pode recusar-se a assinar leis que considere claramente contrárias à Constituição, enquanto casos menos óbvios são tratados posteriormente pelo Tribunal Constitucional. Se a lei rejeitada for novamente aprovada por maioria no Parlamento, no entanto, o Presidente deve assiná-la.
Dada a sua natureza monocrática, este órgão concentra em si prerrogativas que, em todos os outros órgãos colegiados, são atribuídas coletivamente.

### Portugal
Foi instituído em Portugal pela Carta Constitucional portuguesa de 1826. No caso português o Poder Moderador não consta da Constituição de 1822, sendo seguido o padrão brasileiro na Carta de 1826. Foi prerrogativa dos soberanos portugueses do regime constitucional até 1910. Em Portugal jamais foi abolido e considera-se uma prerrogativa do Presidente da República daquele país.

## Prerrogativa extinta

### Brasil
Foi instituído no Império do Brasil pela Constituição Brasileira de 1824. No caso brasileiro o Poder Moderador não fora inicialmente contemplado pelo projeto de constituição elaborado pela Assembleia Constituinte, em 1823, sendo adicionado à Carta definitiva posteriormente. A inserção do Poder Moderador na Constituição brasileiras de 1824 deve-se ao fechamento da Assembleia Constituinte no final do ano de 1823. A partir desse evento o projeto constitucional foi revisado pelo Conselho de Estado composto por dez integrantes diretamente apontados pelo imperador Pedro I. Deixou de existir no Brasil a partir da promulgação da constituição de 1891.